# 先锋街道 (湘潭市)
先锋乡，是中华人民共和国湖南省湘潭市雨湖区下辖的一个乡镇级行政单位。

## 行政区划
先锋乡下辖以下地区：
中心村、建新村、先锋村、桐梓村、金塘村和先锋集团家属村。